# Mączniak prawdziwy baldaszkowatych

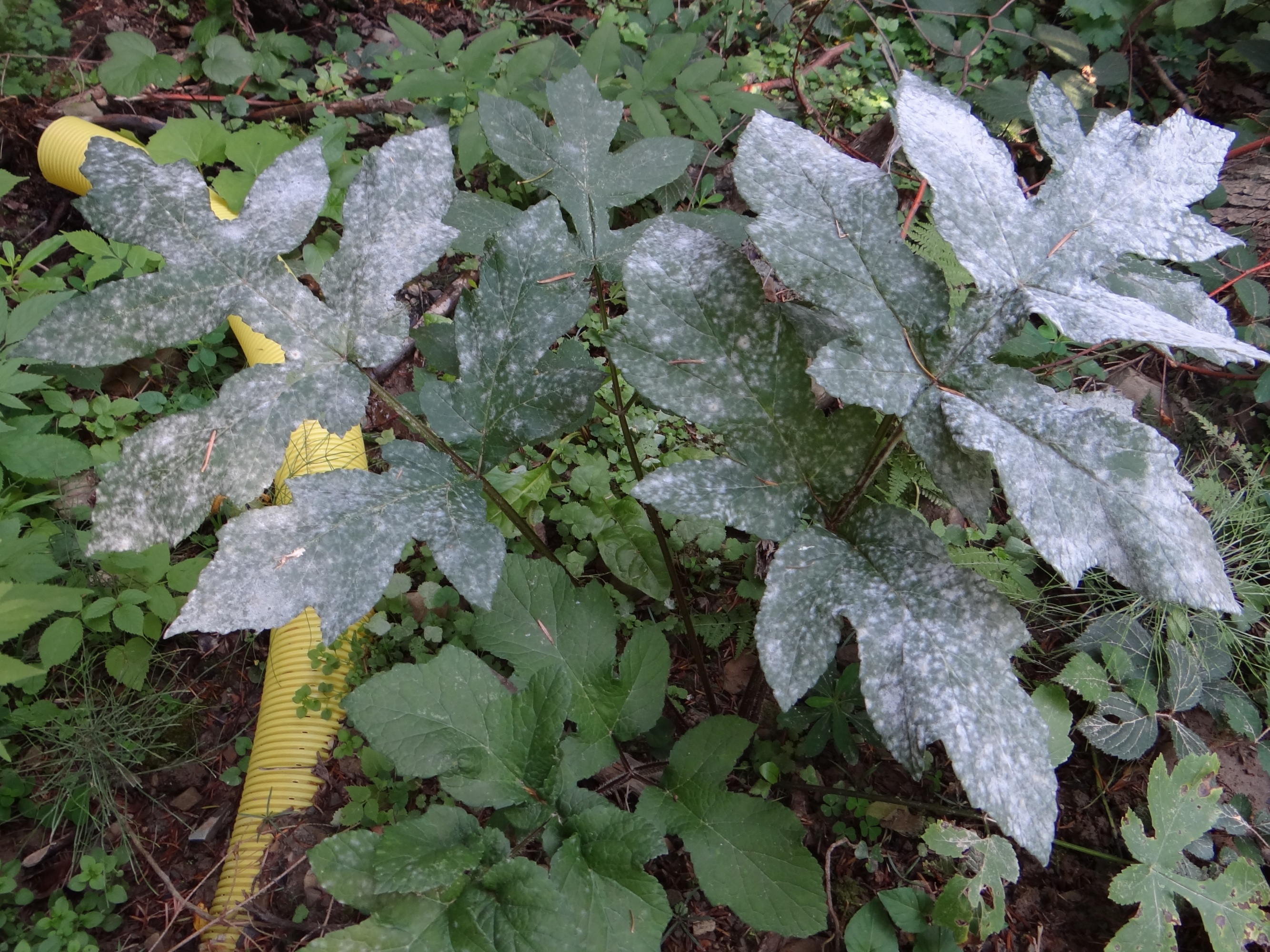
Mączniak prawdziwy baldaszkowatych na dziko rosnącym barszczu zwyczajnym

Mączniak prawdziwy baldaszkowatych – grzybowa choroba roślin wywoływana przez dwa gatunki grzybów: Erysiphe heraclei i Leveillula taurica. Jest to choroba z grupy mączniaków prawdziwych. 

## Występowanie i szkodliwość
Choroba występuje na licznych dziko rosnących gatunkach roślin z rodziny selerowatych (Apiaceae), nazywanych też baldaszkowatymi (Umbelliferae), a także na roślinach uprawnych – głównie na marchwi uprawnej i pietruszce. Poraża liście, ogonki liściowe, łodygi i pędy kwiatostanowe. Jest szczególnie groźna na plantacjach nasiennych, przenosi się bowiem wraz z sadzonymi korzeniami i bardzo wcześnie atakuje uprawiane rośliny. Często jej skutkiem jest niezawiązywanie się nasion, w rezultacie czego następuje zmniejszenie plonu i obniżenie jego jakości.

## Objawy
Pierwszym objawem choroby są białe, drobne i mączyste naloty pojawiające się na zaatakowanej roślinie. Jest to grzybnia patogena. Przy sprzyjającej dla mączniaków prawdziwych pogodzie, czyli ciepłych, słonecznych dniach i wilgotnych nocach plamy powiększają się bardzo szybko i w końcu mogą pokryć całą roślinę. Silnie zaatakowane rośliny żółkną i obumierają. Pod koniec okresu wegetacyjnego nalot staje się ciemniejszy, szarobiały i pojawiają się w nim czarne punkciki. Są to klejstotecja, w których powstają zarodniki płciowe (askospory).

## Epidemiologia
Patogen przezimowuje w glebie na korzeniach roślin, oraz na innych pozostałych po zbiorze roślin resztkach. Wiosną ze znajdujących się w nich klejstotecjów wiatr przenosi zarodniki płciowe dokonujące infekcji na roślinach. Infekcji roślin uprawnych mogą także dokonywać zarodniki bezpłciowe (konidia), przenoszone przez wiatr z zakażonych, dziko rosnących roślin.

## Ochrona
Ogranicza się rozwój choroby przez staranne usuwanie i niszczenie resztek pożniwnych, oraz unikanie nadmiernego zagęszczenia roślin i nadmiernego nawożenia azotem. Przy pojawieniu się pierwszych objawów choroby rozpoczyna się opryskiwanie roślin odpowiednimi fungicydami: Amistar 250 SC, Bio Blatt 25 EC, Biosept 33 SL, Domark 100 EC, Fungaflor 200 EC, Grevit 200 SL, Gwarant 500 SC, Nimrod 250 EC, Signum 33 WG, Tiotar 800 EC, Tiowol 800 SC. Opryskiwanie należy kontynuować co 7-10 dni do zbiorów (z zachowaniem okresu karencji przed zbiorami).